# Kirrily Sharpe
Kirrily Sharpe (25 februari 1973) is een tennisspeelster uit Australië.
In 1988 won zij de NEC World Youth Cup, de voorloper van de Junior Fed Cup.
Bij de volwassenen bereikte zij eerder al, in 1987, de finale van een ITF-toernooi, in Auburn (Australië), samen met Janine Tremelling.
In 1990 won zij samen met Kristin Godridge het WTA-toernooi Clarins Open. Dat zelfde jaar speelde zij haar eerste grandslampartijen met een wildcard op het Australian Open, zowel in het enkelspel als in het dubbelspel met Godridge. Samen wonnen zij de meisjesdubbelspelfinale van het US Open.